# Ilie Năstase
Ilie Năstase (Bucarest, 19 de juliol de 1946) és un exjugador de tennis romanès que va destacar durant la dècada de 1970. Va assolir el número 1 del rànquing de l'ATP. En el seu palmarès destaquen set títols de Grand Slam: dos individuals, tres en dobles masculins i dos més en dobles mixts.
Nastase va ser el primer romanès que va destacar en l'elit del tennis mundial. Gràcies a ell Romania va arribar a tres finals de la Copa Davis: 1969, 1971 i 1972. És un dels deu tennistes que han guanyat més de 100 títols (58 individuals i 45 en dobles). Fou inclòs en el International Tennis Hall of Fame l'any 1991.

## Biografia
Năstase ha estat casat en quatre ocasions. En primer lloc es va casar amb la model belga Dominique Grazia quan tenia 26 anys. Estigueren casats deu anys i tingueren una filla anomenada Nathalie. A continuació es va casar amb l'actriu estatunidenca Alexandra King, i van adoptar dos fills, Nicholas i Charlotte. La tercera muller fou la model romanesa Amalia Teodosescu, amb qui tingué dues filles: Alessia i Emma Alexandra. Actualment està casat amb la model romanesa Brigitte Sfăt des de 2013.
Com que fou jugador de CSA Steaua București, fou un empleat del Ministeri de Defensa Nacional romanès. Fou guardonat amb el rang de General Major retirat.

## Torneigs de Grand Slam

### Individual: 5 (2−3)
| Resultat  | Núm. | Any  | Torneig       | Oponents     | Resultat                   |
| --------- | ---- | ---- | ------------- | ------------ | -------------------------- |
| Finalista | 1.   | 1971 | Roland Garros | Jan Kodeš    | 6−8, 2−6, 6−2, 5−7         |
| Finalista | 2.   | 1972 | Wimbledon     | Stan Smith   | 6−4, 3−6, 3−6, 6−4, 5−7    |
| Guanyador | 1.   | 1972 | US Open       | Arthur Ashe  | 3−6, 6−3, 6−7(1), 6−4, 6−3 |
| Guanyador | 2.   | 1973 | Roland Garros | Nikola Pilić | 6−3, 6−3, 6−0              |
| Finalista | 3.   | 1976 | Wimbledon (2) | Björn Borg   | 4−6, 2−6, 7−9              |

### Dobles masculins: 5 (3−2)
| Resultat  | Núm. | Any  | Torneig       | Parella       | Oponents                      | Resultat                   |
| --------- | ---- | ---- | ------------- | ------------- | ----------------------------- | -------------------------- |
| Finalista | 1.   | 1966 | Roland Garros | Ion Țiriac    | Clark Graebner Dennis Ralston | 3−6, 3−6, 0−6              |
| Guanyador | 1.   | 1970 | Roland Garros | Ion Țiriac    | Arthur Ashe Charlie Pasarell  | 6−2, 6−4, 6−3              |
| Finalista | 2.   | 1973 | Roland Garros | Jimmy Connors | John Newcombe Tom Okker       | 1−6, 6−3, 3−6, 7−5, 4−6    |
| Guanyador | 2.   | 1973 | Wimbledon     | Jimmy Connors | John Cooper Neale Fraser      | 3−6, 6−3, 6−4, 8−9(3), 6−1 |
| Guanyador | 3.   | 1975 | US Open       | Jimmy Connors | Tom Okker Marty Riessen       | 6−4, 7−6                   |

### Dobles mixts: 3 (2−1)
| Resultat  | Núm. | Any  | Torneig   | Parella      | Oponents                     | Resultat      |
| --------- | ---- | ---- | --------- | ------------ | ---------------------------- | ------------- |
| Guanyador | 1.   | 1970 | Wimbledon | Rosie Casals | Olga Morozova Alex Metreveli | 6−3, 4−6, 9−7 |
| Guanyador | 2.   | 1972 | Wimbledon | Rosie Casals | Evonne Goolagong Kim Warwick | 6−4, 6−4      |
| Finalista | 1.   | 1972 | US Open   | Rosie Casals | Margaret Court Marty Riessen | 3−6, 5−7      |

## Palmarès

### Individual: 98 (59−39)
| Llegenda (pre/post 2009)                                 |
| -------------------------------------------------------- |
| Grand Slams (2−3)                                        |
| Tennis Masters Cup / ATP Finals (4−1)                    |
| ATP Masters Series / ATP World Tour Masters 1000 (7−3)   |
| ATP International Series Gold / ATP World Tour 500 (0−0) |
| ATP International Series / ATP World Tour 250 (46−32)    |

| Títols per superfície |
| --------------------- |
| Dura (18−9)           |
| Gespa (3−4)           |
| Terra batuda (26−16)  |
| Moqueta (12−10)       |

| Resultat  | Núm. | Data                   | Torneig                                        | Superfície   | Oponent en la final | Marcador                           |
| --------- | ---- | ---------------------- | ---------------------------------------------- | ------------ | ------------------- | ---------------------------------- |
| Finalista | 1.   | 29 de novembre de 1969 | Estocolm, Suècia                               | Dura (i)     | Nikola Pilić        | 4−6, 6−4, 2−6                      |
| Guanyador | 1.   | 16 de març de 1969     | Barranquilla, Colòmbia                         | Terra batuda | Jan Kodeš           | 6−4, 6−4, 8−10, 2−6, 6−3           |
| Guanyador | 2.   | 22 de febrer de 1970   | Salisbury, Estats Units                        | Moqueta (i)  | Cliff Richey        | 6−8, 3−6, 6−4, 9−7, 6−0            |
| Guanyador | 3.   | 27 d'abril de 1970     | Roma, Itàlia                                   | Terra batuda | Jan Kodeš           | 6−3, 1−6, 6−3, 8−6                 |
| Finalista | 2.   | 18 de maig de 1970     | Brussel·les, Bèlgica                           | Terra batuda | Tom Okker           | 3−6, 4−6, 6−0, 6−4, 4−6            |
| Finalista | 3.   | 17 d'agost de 1970     | Hamburg, Alemanya                              | Terra batuda | Tom Okker           | 6−4, 3−6, 3−6, 4−6                 |
| Guanyador | 4.   | 3 de febrer de 1971    | Richmond WCT, Estats Units                     | Dura (i)     | Arthur Ashe         | 3−6, 6−2, 6−4                      |
| Finalista | 4.   | 1 de març de 1971      | Macon, Estats Units                            | Moqueta      | Željko Franulović   | 4−6, 5−7, 7−5, 6−3, 6−7            |
| Guanyador | 5.   | 7 de març de 1971      | Hampton, Estats Units                          | Dura (i)     | Clark Graebner      | 7−5, 6−4, 7−6                      |
| Guanyador | 6.   | 4 d'abril de 1971      | Niça, França                                   | Dura         | Jan Kodeš           | 10−8, 11−9, 6−1                    |
| Guanyador | 7.   | 11 d'abril de 1971     | Montecarlo, Mònaco                             | Terra batuda | Tom Okker           | 3−6, 8−6, 6−1, 6−1                 |
| Finalista | 5.   | 9 de maig de 1971      | Madrid, Espanya                                | Terra batuda | Ion Țiriac          | 5−7, 1−6, 0−6                      |
| Finalista | 6.   | 23 de maig de 1971     | Brussel·les (2)                                | Terra batuda | Cliff Drysdale      | 0−6, 1−6, 5−7                      |
| Finalista | 7.   | 6 de juny de 1971      | Roland Garros, França                          | Terra batuda | Jan Kodeš           | 6−8, 2−6, 6−2, 5−7                 |
| Guanyador | 8.   | 11 de juliol de 1971   | Bastad, Suècia                                 | Terra batuda | Jan Leschly         | 6−7, 6−2, 6−1, 6−4                 |
| Guanyador | 9.   | 23 d'octubre de 1971   | Wembley, Regne Unit                            | Dura (i)     | Rod Laver           | 3−6, 6−3, 3−6, 6−4, 6−4            |
| Finalista | 8.   | 1 de desembre de 1971  | Buenos Aires, Argentina                        | Terra batuda | Željko Franulović   | 3−6, 6−7, 1−6                      |
| Guanyador | 10.  | 12 de desembre de 1971 | Tennis Masters Cup, París, França              | Moqueta (i)  | Stan Smith          | 5−7, 7−6, 6−3                      |
| Guanyador | 11.  | 9 de gener de 1972     | Baltimore, Estats Units                        | Dura         | Jimmy Connors       | 1−6, 6−4, 7−6                      |
| Guanyador | 12.  | 1 de febrer de 1972    | Omaha, Estats Units                            | Dura (i)     | Ion Țiriac          | 2−6, 6−1, 6−1                      |
| Finalista | 9.   | 20 de febrer de 1972   | Salisbury                                      | Dura (i)     | Stan Smith          | 7−5, 2−6, 3−6, 4−6                 |
| Finalista | 10.  | 5 de març de 1972      | Hampton                                        | Dura (i)     | Stan Smith          | 3−6, 2−6, 7−6, 4−6                 |
| Guanyador | 13.  | 2 d'abril de 1972      | Montecarlo (2)                                 | Terra batuda | Frantisek Pala      | 6−1, 6−0, 6−3                      |
| Guanyador | 14.  | 16 d'abril de 1972     | Madrid                                         | Terra batuda | Frantisek Pala      | 6−0, 6−0, 6−1                      |
| Guanyador | 15.  | 24 d'abril de 1972     | Niça (2)                                       | Dura         | Jan Kodeš           | 6−0, 6−4, 6−3                      |
| Finalista | 11.  | 9 de juliol de 1972    | Wimbledon, Regne Unit                          | Gespa        | Stan Smith          | 6−3, 3−6, 3−6, 6−4, 5−7            |
| Finalista | 12.  | 16 de juliol de 1972   | Bastad                                         | Terra batuda | Manuel Orantes      | 4−6, 3−6, 1−6                      |
| Guanyador | 16.  | 31 de juliol de 1972   | Düsseldorf, Alemanya                           | Terra batuda | Jürgen Fassbender   | 6−0, 6−2, 6−1                      |
| Guanyador | 17.  | 20 d'agost de 1972     | Toronto, Canadà                                | Terra batuda | Andrew Pattison     | 6−4, 6−3                           |
| Guanyador | 18.  | 27 d'agost de 1972     | South Orange, Estats Units                     | Gespa        | Manuel Orantes      | 6−4, 6−4                           |
| Guanyador | 19.  | 10 de setembre de 1972 | US Open, Estats Units                          | Gespa        | Arthur Ashe         | 3−6, 6−3, 6−7, 6−4, 6−3            |
| Guanyador | 20.  | 17 de setembre de 1972 | Seattle, Estats Units                          | Dura         | Tom Gorman          | 6−4, 3−6, 6−3                      |
| Guanyador | 21.  | 18 de novembre de 1972 | Londres, Regne Unit                            | Moqueta (i)  | Tom Gorman          | 6−4, 6−3                           |
| Guanyador | 22.  | 2 de desembre de 1972  | Tennis Masters Cup, Barcelona, Espanya (2)     | Moqueta (i)  | Stan Smith          | 6−3, 6−2, 3−6, 2−6, 6−3            |
| Guanyador | 23.  | 28 de gener de 1972    | Omaha (2)                                      | Dura (i)     | Jimmy Connors       | 5−0, retirada                      |
| Guanyador | 24.  | 18 de febrer de 1973   | Calgary, Canadà                                | Moqueta      | Paul Gerken         | 6−4, 7−6                           |
| Finalista | 13.  | 3 de març de 1973      | Hampton (2)                                    | Dura (i)     | Jimmy Connors       | 4−6, 6−3, 7−5, 6−3                 |
| Guanyador | 25.  | 25 de març de 1973     | Washington DC, Estats Units                    | Moqueta (i)  | Jimmy Connors       | 4−6, 6−4, 6−2, 5−7, 6−2            |
| Guanyador | 26.  | 8 d'abril de 1973      | Barcelona, Espanya                             | Terra batuda | Adriano Panatta     | 6−1, 3−6, 6−1, 6−2                 |
| Guanyador | 27.  | 22 d'abril de 1973     | Montecarlo (3)                                 | Terra batuda | Björn Borg          | 6−4, 6−1, 6−2                      |
| Guanyador | 28.  | 29 d'abril de 1973     | Madrid (2)                                     | Terra batuda | Adriano Panatta     | 6−3, 7−6, 5−7, 6−1                 |
| Guanyador | 29.  | 6 de maig de 1973      | Florència, Itàlia                              | Terra batuda | Adriano Panatta     | 6−3, 3−6, 0−6, 7−6, 6−4            |
| Finalista | 14.  | 12 de maig de 1973     | Bournemouth, Regne Unit                        | Terra batuda | Adriano Panatta     | 6−8, 7−5, 6−3, 8−6                 |
| Guanyador | 30.  | 3 de juny de 1973      | Roland Garros                                  | Terra batuda | Nikola Pilić        | 6−3, 6−3, 6−0                      |
| Guanyador | 31.  | 10 de juny de 1973     | Roma (2)                                       | Terra batuda | Manuel Orantes      | 6−1, 6−1, 6−1                      |
| Guanyador | 32.  | 23 de juny de 1973     | Londres, Regne Unit                            | Gespa        | Roger Taylor        | 9−8, 6−3                           |
| Guanyador | 33.  | 15 de juliol de 1973   | Gstaad, Suïssa                                 | Terra batuda | Roy Emerson         | 6−4, 6−3, 6−3                      |
| Guanyador | 34.  | 6 d'agost de 1973      | Cincinnati, Estats Units                       | Dura         | Manuel Orantes      | 5−7, 6−3, 6−4                      |
| Guanyador | 35.  | 14 d'octubre de 1973   | Barcelona                                      | Terra batuda | Manuel Orantes      | 2−6, 6−1, 8−6, 6−4                 |
| Guanyador | 36.  | 4 de novembre de 1973  | París, França                                  | Dura (i)     | Stan Smith          | 4−6, 6−1, 3−6, 6−0, 6−2            |
| Finalista | 15.  | 17 de novembre de 1973 | Londres (indoor)                               | Moqueta (i)  | Tom Okker           | 4−6, 3−6                           |
| Guanyador | 37.  | 8 de desembre de 1973  | Tennis Masters Cup, Boston, Estats Units (3)   | Moqueta (i)  | Tom Okker           | 6−3, 7−5, 4−6, 6−3                 |
| Guanyador | 38.  | 3 de febrer de 1974    | Richmond WCT (2)                               | Moqueta      | Tom Gorman          | 6−2, 6−3                           |
| Finalista | 16.  | 17 de febrer de 1974   | Toronto WCT, Canadà                            | Moqueta      | Tom Okker           | 3−6, 4−6                           |
| Finalista | 17.  | 10 de març de 1974     | Hampton (3)                                    | Moqueta (i)  | Jimmy Connors       | 4−6, 4−6                           |
| Guanyador | 39.  | 17 de març de 1974     | Washington DC WCT, Estats Units                | Moqueta (i)  | Tom Okker           | 6−3, 6−3                           |
| Finalista | 18.  | 14 d'abril de 1974     | Montecarlo                                     | Terra batuda | Andrew Pattison     | 7−5, 3−6, 4−6                      |
| Guanyador | 40.  | 26 de maig de 1974     | Bournemouth                                    | Terra batuda | Paolo Bertolucci    | 6−1, 6−3, 6−2                      |
| Finalista | 19.  | 2 de juny de 1974      | Roma                                           | Terra batuda | Björn Borg          | 3−6, 4−6, 2−6                      |
| Guanyador | 41.  | 15 de setembre de 1974 | Cedar Grove, Estats Units                      | Dura (i)     | Juan Gisbert        | 6−4, 7−6                           |
| Guanyador | 42.  | 13 d'octubre de 1974   | Madrid (3)                                     | Terra batuda | Björn Borg          | 6−3, 5−7, 6−2, 4−6, 6−4            |
| Guanyador | 43.  | 20 d'octubre de 1974   | Barcelona (2)                                  | Terra batuda | Manuel Orantes      | 8−6, 9−7, 6−3                      |
| Finalista | 20.  | 15 de desembre de 1974 | Tennis Masters Cup, Melbourne, Austràlia       | Gespa        | Guillermo Vilas     | 6−7, 2−6, 6−3, 6−3, 4−6            |
| Finalista | 21.  | 9 de febrer de 1975    | Basilea, Suïssa                                | Moqueta      | Jiří Hřebec         | 1−6, 6−7, 6−2, 4−6                 |
| Finalista | 22.  | 6 d'abril de 1975      | Tucson, Estats Units                           | Dura         | John Alexander      | 5−7, 2−6                           |
| Guanyador | 44.  | 13 d'abril de 1975     | Barcelona (2)                                  | Terra batuda | Juan Gisbert        | 6−1, 7−5, 6−2                      |
| Guanyador | 45.  | 20 d'abril de 1975     | València, Espanya                              | Terra batuda | Manuel Orantes      | 6−3, 6−0                           |
| Guanyador | 46.  | 27 d'abril de 1975     | Madrid (4)                                     | Terra batuda | Manuel Orantes      | 7−6, 6−1, 2−6, 6−3                 |
| Finalista | 23.  | 4 d'agost de 1975      | Louisville, Estats Units                       | Terra batuda | Guillermo Vilas     | 4−6, 3−6                           |
| Finalista | 24.  | 17 d'agost de 1975     | Mont-real, Canadà                              | Dura         | Manuel Orantes      | 6−7, 0−6, 1−6                      |
| Guanyador | 47.  | 25 d'agost de 1975     | South Orange (2)                               | Terra batuda | Bob Hewitt          | 7−5, 6−1                           |
| Guanyador | 48.  | 7 de desembre de 1975  | Tennis Masters Cup, Estocolm, Suècia (4)       | Dura (i)     | Björn Borg          | 6−2, 6−2, 6−1                      |
| Guanyador | 49.  | 18 de gener de 1976    | Atlanta WTC, Estats Units                      | Moqueta (i)  | Jeff Borowiak       | 6−2, 6−4                           |
| Finalista | 25.  | 1 de febrer de 1976    | Baltimore                                      | Moqueta      | Tom Gorman          | 5−7, 3−6                           |
| Guanyador | 50.  | 22 de febrer de 1976   | Salisbury (2)                                  | Moqueta (i)  | Jimmy Connors       | 6−2, 6−3, 7−6                      |
| Finalista | 26.  | 14 de març de 1976     | Hampton (4)                                    | Moqueta (i)  | Jimmy Connors       | 2−6, 2−6, 2−6                      |
| Guanyador | 51.  | 21 de març de 1976     | La Costa, Estats Units                         | Dura         | Jimmy Connors       | 4−6, 6−0, 6−1                      |
| Finalista | 27.  | 4 d'abril de 1976      | Caracas, Veneçuela                             | Terra batuda | Raúl Ramírez        | 3−6, 4−6                           |
| Finalista | 28.  | 25 d'abril de 1976     | Estocolm WCT                                   | Moqueta (i)  | Wojtek Fibak        | 4−6, 6−7                           |
| Guanyador | 52.  | 3 de maig de 1976      | WCT Challenge Cup, Honolulu, Estats Units      | Dura         | Arthur Ashe         | 6−3, 1−6, 6−7, 6−3, 6−1            |
| Finalista | 29.  | 3 de juliol de 1976    | Nottingham, Regne Unit                         | Gespa        | Jimmy Connors       | 2−6, 6−4, 1−1, suspensió per pluja |
| Finalista | 30.  | 3 de juliol de 1976    | Wimbledon (2)                                  | Gespa        | Björn Borg          | 4−6, 2−6, 7−9                      |
| Guanyador | 53.  | 11 de juliol de 1976   | Pepsi Grand Slam, Myrtle Beach, Estats Units   | Terra batuda | Manuel Orantes      | 6−4, 6−3                           |
| Guanyador | 54.  | 29 d'agost de 1976     | South Orange (3)                               | Terra batuda | Roscoe Tanner       | 6−4, 6−2                           |
| Finalista | 31.  | 14 de novembre de 1976 | Hong Kong                                      | Dura         | Ken Rosewall        | 6−1, 4−6, 6−7, 0−6                 |
| Guanyador | 55.  | 19 de desembre de 1976 | WCT Challenge Cup, Las Vegas, Estats Units (2) | Dura         | Jimmy Connors       | 3−6, 7−6, 6−4, 7−5                 |
| Guanyador | 56.  | 13 de febrer de 1977   | Ciutat de Mèxic, Mèxic                         | Dura         | Wojtek Fibak        | 4−6, 6−2, 7−6                      |
| Finalista | 32.  | 27 de març de 1977     | Rotterdam, Països Baixos                       | Moqueta      | Dick Stockton       | 6−2, 3−6, 3−6                      |
| Finalista | 33.  | 23 d'abril de 1977     | Virginia Beach, Estats Units                   | Terra batuda | Guillermo Vilas     | 2−6, 6−4, 2−6                      |
| Guanyador | 57.  | 2 d'octubre de 1977    | Ais de Provença, França                        | Terra batuda | Guillermo Vilas     | 6−1, 7−5, retirada                 |
| Guanyador | 58.  | 5 de març de 1978      | Miami, Estats Units                            | Moqueta (i)  | Tom Gullikson       | 6−3, 7−5                           |
| Finalista | 34.  | 23 d'abril de 1978     | Houston WCT, Estats Units                      | Terra batuda | Brian Gottfried     | 6−3, 2−6, 1−6                      |
| Finalista | 35.  | 16 de juliol de 1978   | Forest Hills WCT, Estats Units                 | Terra batuda | Vitas Gerulaitis    | 2−6, 0−6                           |
| Finalista | 36.  | 15 d'octubre de 1978   | Barcelona                                      | Terra batuda | Balázs Taróczy      | 1−6, 7−5, 6−4, 3−6, 4−6            |
| Guanyador | 59.  | 17 de desembre de 1978 | WCT Challenge Cup, Montego Bay, Jamaica (2)    | Dura         | Peter Fleming       | 2−6, 5−6, 6−2, 6−4, 6−4            |
| Finalista | 37.  | 19 d'agost de 1979     | Cleveland, Estats Units                        | Dura         | Stan Smith          | 6−7, 5−7                           |
| Finalista | 38.  | 22 de març de 1981     | Nancy, França                                  | Dura (i)     | Pavel Složil        | 2−6, 5−7                           |
| Finalista | 39.  | 22 de novembre de 1981 | Bolonya, Itàlia                                | Moqueta      | Sandy Mayer         | 5−7, 3−6                           |

#### Períodes com a número 1
| Núm. | Precedit per | Dates                   | Succeït per   | Setmanes | Acumulat |
| ---- | ------------ | ----------------------- | ------------- | -------- | -------- |
| 1.   | −            | 23/08/1973 − 02/06/1974 | John Newcombe | 40       | 40       |

### Dobles masculins: 94 (53−41)
| Llegenda (pre/post 2009)                                 |
| -------------------------------------------------------- |
| Grand Slams (3−0)                                        |
| Tennis Masters Cup / ATP Finals (0−0)                    |
| ATP Masters Series / ATP World Tour Masters 1000 (0−0)   |
| ATP International Series Gold / ATP World Tour 500 (0−0) |
| ATP International Series / ATP World Tour 250 (50−41)    |

| Títols per superfície |
| --------------------- |
| Dura (17−11)          |
| Gespa (1−0)           |
| Terra batuda (26−18)  |
| Moqueta (9−12)        |

| Resultat  | Núm. | Data | Torneig                              | Superfície   | Parella           | Oponents en la final                     | Marcador                          |
| --------- | ---- | ---- | ------------------------------------ | ------------ | ----------------- | ---------------------------------------- | --------------------------------- |
| Finalista | 1.   | 1969 | Barranquilla, Colòmbia               | Terra batuda | Željko Franulović | Thomaz Koch José Edison Mandarino        | 12−14, 6−3, 2−6, 2−6              |
| Guanyador | 1.   | 1969 | Bastad, Suècia                       | Terra batuda | Ion Țiriac        | Manuel Orantes Manuel Santana            | 6−3, 6−4                          |
| Guanyador | 2.   | 1970 | Filadèlfia, Estats Units             | Moqueta      | Ion Țiriac        | Arthur Ashe Dennis Ralston               | 6−4, 6−3                          |
| Finalista | 2.   | 1970 | Macon, Estats Units                  | Moqueta      | Ion Țiriac        | Terry Addison Robert Carmichael          |                                   |
| Finalista | 3.   | 1970 | Londres (indoor), Regne Unit         | Moqueta      | Ion Țiriac        | Arthur Ashe Stan Smith                   |                                   |
| Guanyador | 3.   | 1970 | Roma, Itàlia                         | Terra batuda | Ion Țiriac        | Bill Bowrey Owen Davidson                | 0−6, 10−8, 6−3, 6−8, 6−1          |
| Guanyador | 4.   | 1970 | Brussel·les, Bèlgica                 | Moqueta      | Ion Țiriac        | Bill Bowrey Marty Riessen                |                                   |
| Guanyador | 5.   | 1970 | Roland Garros, França                | Terra batuda | Ion Țiriac        | Arthur Ashe Charlie Pasarell             | 6−2, 6−4, 6−3                     |
| Finalista | 4.   | 1970 | Washington DC, Estats Units          | Dura         | Ion Țiriac        | Bob Hewitt Frew McMillan                 | 5−7, 0−6                          |
| Finalista | 5.   | 1970 | Indianapolis, Estats Units           | Terra batuda | Ion Țiriac        | Arthur Ashe Clark Graebner               | 6−2, 4−6, 4−6                     |
| Guanyador | 6.   | 1970 | Cincinnati, Estats Units             | Terra batuda | Ion Țiriac        | Bob Hewitt Frew McMillan                 | 6−3, 6−4                          |
| Guanyador | 7.   | 1971 | Hampton, Estats Units                | Dura (i)     | Ion Țiriac        | Clark Graebner Thomaz Koch               | 6−4, 4−6, 7−5                     |
| Finalista | 6.   | 1970 | Wembley, Regne Unit                  | Moqueta      | Ion Țiriac        | Ken Rosewall Stan Smith                  | 4−6, 3−6, 2−6                     |
| Guanyador | 8.   | 1971 | Niça, França                         | Terra batuda | Ion Țiriac        | Pierre Barthes François Jauffret         | 6−3, 6−3                          |
| Guanyador | 9.   | 1971 | Montecarlo, Mònaco                   | Terra batuda | Ion Țiriac        | Tom Okker Roger Taylor                   | 1−6, 6−3, 6−3, 8−6                |
| Finalista | 7.   | 1971 | Palerm, Itàlia                       | Terra batuda | Ion Țiriac        | Pierre Barthes Georges Goven             | 2−6, 3−6                          |
| Finalista | 8.   | 1971 | Brussel·les                          | Terra batuda | Ion Țiriac        | Tom Okker Marty Riessen                  | Suspès per la pluja               |
| Guanyador | 10.  | 1971 | Bastad (2)                           | Terra batuda | Ion Țiriac        | Jaime Pinto Bravo Butch Seewagen         | 7−6, 6−1                          |
| Guanyador | 11.  | 1971 | Buenos Aires, Argentina              | Terra batuda | Željko Franulović | Patricio Cornejo Jaime Fillol            | 6−4, 6−4                          |
| Guanyador | 12.  | 1972 | Omaha, Estats Units                  | Dura (i)     | Ion Țiriac        | Andrés Gimeno Manuel Orantes             |                                   |
| Guanyador | 13.  | 1972 | Kansas City, Estats Units            | Moqueta      | Ion Țiriac        | Andrés Gimeno Manuel Orantes             | 6−7, 6−4, 7−6                     |
| Finalista | 9.   | 1972 | Los Angeles, Estats Units            | Dura (i)     | Ion Țiriac        | Jim McManus Jim Osborne                  | 2−6, 7−5, 4−6                     |
| Guanyador | 14.  | 1972 | Hampton (2)                          | Dura (i)     | Ion Țiriac        | Andrés Gimeno Manuel Orantes             | 7−5, 7−5                          |
| Finalista | 10.  | 1972 | Niça                                 | Terra batuda | Frew McMillan     | Jan Kodeš Stan Smith                     | 3−6, 6−3, 5−7                     |
| Guanyador | 15.  | 1972 | Madrid, Espanya                      | Terra batuda | Stan Smith        | Andrés Gimeno Manuel Orantes             | 6−3, 6−4, 6−4                     |
| Guanyador | 16.  | 1972 | Roma (2)                             | Terra batuda | Ion Țiriac        | Lew Hoad Frew McMillan                   | 3−6, 3−6, 6−4, 6−3, 5−3, renúncia |
| Guanyador | 17.  | 1972 | Hamburg, Alemanya                    | Terra batuda | Jan Kodeš         | Bob Hewitt Frew McMillan                 | 4−6, 6−0, 3−6, 6−2, 6−2           |
| Finalista | 11.  | 1972 | Bournemouth, Regne Unit              | Terra batuda | Ion Țiriac        | Bob Hewitt Frew McMillan                 | 5−7, 2−6                          |
| Finalista | 12.  | 1972 | Bastad                               | Terra batuda | Neale Fraser      | Juan Gisbert Manuel Orantes              |                                   |
| Guanyador | 18.  | 1972 | Toronto, Canadà                      | Terra batuda | Ion Țiriac        | Jan Kodeš Jan Kukal                      | 7−6, 6−3                          |
| Finalista | 13.  | 1972 | Barcelona, Espanya                   | Terra batuda | Frew McMillan     | Juan Gisbert Manuel Orantes              | 3−6, 6−3, 4−6                     |
| Finalista | 14.  | 1973 | Washington DC (indoor), Estats Units | Moqueta      | Jimmy Connors     | Jürgen Fassbender Karl Meiler            |                                   |
| Guanyador | 19.  | 1973 | Calgary, Canadà                      | Moqueta      | Mike Estep        | Szabolcz Baranyi Péter Szőke             | 6−7, 7−5, 6−3                     |
| Guanyador | 20.  | 1973 | Salisbury, Estats Units              | Dura (i)     | Clark Graebner    | Jürgen Fassbender Juan Gisbert           | 2−6, 6−4, 6−3                     |
| Finalista | 15.  | 1973 | Florència, Itàlia                    | Terra batuda | Juan Gisbert      | Paolo Bertolucci Adriano Panatta         | 3−6, 4−6                          |
| Guanyador | 21.  | 1973 | Hampton (3)                          | Dura (i)     | Clark Graebner    | Jimmy Connors Ion Țiriac                 | 6−2, 6−2                          |
| Guanyador | 22.  | 1973 | Montecarlo (2)                       | Terra batuda | Juan Gisbert      | Georges Goven Patrick Proisy             | 6−2, 6−2, 6−2                     |
| Guanyador | 23.  | 1973 | Madrid (2)                           | Terra batuda | Rolf Norberg      | Juan Gisbert Manuel Orantes              |                                   |
| Guanyador | 24.  | 1973 | Bournemouth                          | Terra batuda | Juan Gisbert      | Adriano Panatta Ion Țiriac               | 6−4, 8−6                          |
| Finalista | 16.  | 1973 | Roland Garros                        | Terra batuda | Jimmy Connors     | John Newcombe Tom Okker                  | 1−6, 6−3, 3−6, 7−5, 4−6           |
| Guanyador | 25.  | 1973 | Wimbledon, Regne Unit                | Gespa        | Jimmy Connors     | John Cooper Neale Fraser                 | 3−6, 6−3, 6−4, 8−9, 6−1           |
| Finalista | 17.  | 1973 | Los Angeles (2)                      | Dura         | Jimmy Connors     | Jan Kodeš Vladimír Zedník                | 2−6, 4−6                          |
| Guanyador | 26.  | 1973 | South Orange, Estats Units           | Dura         | Jimmy Connors     | Pancho Gonzales Tom Gorman               | 6−7, 6−3, 6−2                     |
| Guanyador | 27.  | 1973 | Barcelona                            | Terra batuda | Tom Okker         | Antonio Muñoz Manuel Orantes             | 4−6, 6−3, 6−2                     |
| Guanyador | 28.  | 1973 | Madrid (3)                           | Terra batuda | Tom Okker         | Robert Carmichael Frew McMillan          | 6−3, 6−0                          |
| Guanyador | 29.  | 1973 | París, França                        | Dura (i)     | Juan Gisbert      | Arthur Ashe Roscoe Tanner                | 6−2, 4−6, 7−5                     |
| Guanyador | 30.  | 1973 | Estocolm, Suècia                     | Dura (i)     | Jimmy Connors     | Robert Carmichael Frew McMillan          | 6−3, 6−7, 6−2                     |
| Finalista | 18.  | 1974 | Rotterdam, Països Baixos             | Moqueta      | Pierre Barthes    | Bob Hewitt Frew McMillan                 | 6−3, 4−6, 3−6                     |
| Guanyador | 31.  | 1974 | Bournemouth (2)                      | Terra batuda | Juan Gisbert      | Corrado Barazzutti Paolo Bertolucci      | 6−4, 6−2, 6−0                     |
| Finalista | 19.  | 1974 | Múnic, Alemanya                      | Moqueta      | Pierre Barthes    | Bob Hewitt Frew McMillan                 | 2−6, 6−7                          |
| Guanyador | 32.  | 1974 | Indianapolis                         | Terra batuda | Jimmy Connors     | Jürgen Fassbender Hans-Jürgen Pohmann    | 6−7, 6−3, 6−4                     |
| Guanyador | 33.  | 1974 | Barcelona                            | Terra batuda | Juan Gisbert      | Manuel Orantes Guillermo Vilas           | 3−6, 6−0, 6−2                     |
| Guanyador | 34.  | 1974 | Londres, Regne Unit                  | Moqueta      | Jimmy Connors     | Brian Gottfried Raúl Ramírez             | 3−6, 7−6, 6−3                     |
| Finalista | 20.  | 1975 | Roma                                 | Terra batuda | Jimmy Connors     | Brian Gottfried Raúl Ramírez             | 4−6, 6−7, 6−2, 1−6                |
| Guanyador | 35.  | 1975 | Salisbury (2)                        | Moqueta      | Jimmy Connors     | Jan Kodeš Roger Taylor                   | 7−6, 6−2                          |
| Guanyador | 36.  | 1975 | South Orange (2)                     | Terra batuda | Jimmy Connors     | Dick Crealy John Lloyd                   | 6−2, 6−3                          |
| Guanyador | 37.  | 1975 | US Open, Estats Units                | Terra batuda | Jimmy Connors     | Tom Okker Marty Riessen                  | 6−4, 7−6                          |
| Guanyador | 38.  | 1975 | Hamilton, Bermudes                   | Terra batuda | Jimmy Connors     | Vitas Gerulaitis Sandy Mayer             |                                   |
| Guanyador | 39.  | 1975 | Madrid (4)                           | Terra batuda | Jan Kodeš         | Juan Gisbert Manuel Orantes              | 7−6, 4−6, 9−7                     |
| Finalista | 21.  | 1975 | Toronto                              | Dura         | Jan Kodeš         | Cliff Drysdale Raymond Moore             | 4−6, 7−5, 6−7                     |
| Finalista | 22.  | 1975 | París                                | Dura (i)     | Tom Okker         | Wojtek Fibak Karl Meiler                 | 4−6, 6−7                          |
| Finalista | 23.  | 1975 | Londres                              | Moqueta      | Jimmy Connors     | Wojtek Fibak Karl Meiler                 | 1−6, 5−7                          |
| Finalista | 24.  | 1976 | Baltimore, Estats Units              | Moqueta      | Cliff Richey      | Bob Hewitt Frew McMillan                 | 6−3, 6−7, 4−6                     |
| Finalista | 25.  | 1976 | Toronto (indoor)                     | Moqueta      | Alex Metreveli    | Jaime Fillol Frew McMillan               | 7−6, 2−6, 3−6                     |
| Guanyador | 40.  | 1976 | Estocolm WCT (2)                     | Moqueta      | Alex Metreveli    | Tom Okker Adriano Panatta                | 6−4, 7−5                          |
| Finalista | 26.  | 1976 | Caracas, Veneçuela                   | Terra batuda | Jeff Borowiak     | Brian Gottfried Raúl Ramírez             | 5−7, 4−6                          |
| Finalista | 27.  | 1976 | South Orange, Estats Units           | Terra batuda | Vitas Gerulaitis  | Fred McNair Marty Riessen                | 5−7, 6−4, 2−6                     |
| Finalista | 28.  | 1976 | Hong Kong, Xina                      | Dura         | Anand Amritraj    | Hank Pfister Butch Walts                 | 4−6, 2−6                          |
| Guanyador | 41.  | 1977 | Saint Louis WCT, Estats Units        | Moqueta      | Adriano Panatta   | Vijay Amritraj Dick Stockton             | 6−4, 3−6, 7−6                     |
| Guanyador | 42.  | 1977 | Londres WCT, Regne Unit              | Dura (i)     | Adriano Panatta   | Mark Cox Eddie Dibbs                     | 7−6, 6−7, 6−3                     |
| Guanyador | 43.  | 1977 | Houston WCT, Estats Units            | Dura         | Adriano Panatta   | John Alexander Phil Dent                 | 6−3, 6−4                          |
| Finalista | 29.  | 1977 | Ciutat de Mèxic, Mèxic               | Dura         | Adriano Panatta   | Wojtek Fibak Tom Okker                   | 2−6, 3−6                          |
| Guanyador | 44.  | 1977 | Ais de Provença, França              | Terra batuda | Ion Țiriac        | Patrice Dominguez Rolf Norberg           | 1−6, 7−5, 6−3, 6−3                |
| Finalista | 30.  | 1977 | París                                | Terra batuda | Ion Țiriac        | Christophe Roger-Vasselin Jacques Thamin | 2−6, 3−6                          |
| Finalista | 31.  | 1978 | Montecarlo                           | Terra batuda | Jaime Fillol      | Peter Fleming Tomáš Šmíd                 | 4−6, 5−7                          |
| Guanyador | 45.  | 1979 | Sarasota, Estats Units               | Moqueta      | Steve Krulevitz   | John James Keith Richardson              | 7−6, 6−3                          |
| Finalista | 32.  | 1979 | Londres WCT                          | Moqueta      | Sherwood Stewart  | Peter Fleming John McEnroe               | 6−3, 2−6, 3−6, 1−6                |
| Finalista | 33.  | 1979 | Birmingham, Regne Unit               | Moqueta      | Tom Okker         | Stan Smith Dick Stockton                 | 2−6, 3−6                          |
| Finalista | 34.  | 1979 | Johannesburg, Sud-àfrica             | Dura         | Raymond Moore     | Colin Dowdeswell Heinz Günthardt         | 3−6, 6−7                          |
| Guanyador | 46.  | 1979 | Montecarlo (3)                       | Terra batuda | Raúl Ramírez      | Víctor Pecci Balázs Taróczy              | 6−3, 6−4                          |
| Finalista | 35.  | 1979 | Roma (2)                             | Terra batuda | José Luis Clerc   | Peter Fleming Tomáš Šmíd                 | 6−4, 1−6, 5−7                     |
| Guanyador | 47.  | 1979 | Cincinnati (2)                       | Dura         | Brian Gottfried   | Robert Lutz Stan Smith                   | 1−6, 6−3, 7−6                     |
| Guanyador | 48.  | 1979 | Atlanta, Estats Units                | Dura         | Raymond Moore     | Steve Docherty Eliot Teltscher           | 6−4, 6−2                          |
| Guanyador | 49.  | 1979 | Tel-Aviv, Israel                     | Dura         | Tom Okker         | Mike Cahill Colin Dibley                 | 7−5, 6−4                          |
| Finalista | 36.  | 1980 | Birmingham (2)                       | Moqueta      | José Luis Clerc   | Wojtek Fibak Tom Okker                   | 3−6, 3−6                          |
| Finalista | 37.  | 1980 | Stowe, Estats Units                  | Dura         | Ferdi Taygan      | Robert Lutz Bernard Mitton               | 4−6, 3−6                          |
| Guanyador | 50.  | 1981 | Nancy, França                        | Dura (i)     | Adriano Panatta   | John Feaver Jiří Hřebec                  | 6−4, 2−6, 6−4                     |
| Guanyador | 51.  | 1981 | Basilea, Suïssa                      | Dura (i)     | José Luis Clerc   | Heinz Günthardt Pavel Složil             | 7−6, 6−7, 7−6                     |
| Guanyador | 52.  | 1981 | París (2)                            | Dura (i)     | Yannick Noah      | Andrew Jarrett Jonathan Smith            | 6−4, 6−4                          |
| Finalista | 38.  | 1982 | Bornemouth, Regne Unit               | Terra batuda | Henri Leconte     | Paul McNamee Buster Mottram              | 6−3, 6−7, 3−6                     |
| Finalista | 39.  | 1982 | Venècia, Itàlia                      | Terra batuda | José Luis Clerc   | Carlos Kirmayr Cássio Motta              | 4−6, 2−6                          |
| Finalista | 40.  | 1983 | Caracas (2)                          | Dura         | Andrés Gómez      | Jaime Fillol Stan Smith                  | 7−6, 4−6, 3−6                     |
| Finalista | 41.  | 1984 | Estocolm                             | Dura (i)     | Vijay Amritraj    | Henri Leconte Tomáš Šmíd                 | 6−3, 6−7, 4−6                     |
| Guanyador | 53.  | 1985 | Tel-Aviv (2)                         | Dura         | Brad Gilbert      | Michael Robertson Florin Segarceanu      | 6−3, 6−2                          |

### Dobles mixts: 3 (2−1)
| Resultat  | Núm. | Data | Torneig               | Superfície | Parella      | Oponents en la final         | Marcador      |
| --------- | ---- | ---- | --------------------- | ---------- | ------------ | ---------------------------- | ------------- |
| Guanyador | 1.   | 1970 | Wimbledon, Regne Unit | Gespa      | Rosie Casals | Alex Metreveli Olga Morozova | 6−3, 4−6, 9−7 |
| Guanyador | 2.   | 1972 | Wimbledon             | Gespa      | Rosie Casals | Kim Warwick Evonne Goolagong | 6−4, 6−4      |
| Finalista | 1.   | 1972 | US Open, Estats Units | Gespa      | Rosie Casals | Margaret Court Marty Riessen | 3−6, 5−7      |

### Equips: 3 (0−3)
| Resultat  | Núm. | Data                    | Torneig                             | Superfície   | Equip      | Oponents                                                  | Marcador |
| --------- | ---- | ----------------------- | ----------------------------------- | ------------ | ---------- | --------------------------------------------------------- | -------- |
| Finalista | 1.   | 19−21 d'agost de 1969   | Copa Davis, Cleveland, Estats Units | Dura         | Ion Țiriac | Arthur Ashe Bob Lutz Cliff Richey Stan Smith              | 0−5      |
| Finalista | 2.   | 8−11 d'octubre de 1971  | Copa Davis, Charlotte, Estats Units | Terra batuda | Ion Țiriac | Frank Froehling Clark Graebner Stan Smith Eric Van Dillen | 2−3      |
| Finalista | 3.   | 13−15 d'octubre de 1972 | Copa Davis, Bucarest, Romania       | Terra batuda | Ion Țiriac | Tom Gorman Stan Smith Harold Solomon Eric Van Dillen      | 2−3      |

## Trajectòria

### Individual
| Open d'Austràlia | A   | A   | A   | A     | A     | A     | A      | A      | A     | A     | A     | A     | A     | A     | A     | 1R    | A     | A    | A    | A   | 0 / 1   | 0−1     |
| Roland Garros | A   | A   | 2R  | 1R    | QF    | F     | 1R     | G      | QF    | 3R    | A     | QF    | A     | 1R    | A     | 3R    | 2R    | 3R   | 1R   | A   | 1 / 14  | 33−13   |
| Wimbledon | A   | A   | A   | 3R    | 4R    | 2R    | F      | 4R     | 4R    | 2R    | F     | QF    | QF    | A     | 3R    | 1R    | 1R    | A    | A    | A   | 0 / 13  | 35−13   |
| US Open | A   | A   | A   | 4R    | A     | 3R    | G      | 2R     | 3R    | QF    | SF    | 2R    | A     | 2R    | 2R    | 1R    | 4R    | 1R   | 1R   | 1R  | 1 / 15  | 29−14   |
| Tennis Masters Cup | A   | A   | A   | A     | A     | G     | G      | G      | F     | G     | A     | A     | A     | A     | A     | A     | A     | A    | A    | A   | 4 / 5   | 22−3    |
| Total Victòries−Derrotes                                                                                                   | 0−2 | 2−2 | 9−2 | 24−13 | 40−13 | 76−12 | 120−20 | 114−17 | 77−21 | 91−21 | 76−13 | 48−19 | 48−21 | 30−23 | 22−25 | 22−26 | 15−25 | 8−13 | 4−14 | 1−4 | 827−306 | 827−306 |
| Rànquing a final d'any | −   | −   | −   | −     | −     | −     | −      | 1      | 10    | 7     | 3     | 9     | 16    | 49    | 79    | 79    | 79    | 118  | 202  | 431 |         |         |
| Llegenda: G: Guanyador; F: Finalista; SF: Semifinalista; QF: Quarts de final; Q: Qualificació; A: Absent; RR: Round Robin; |     |     |     |       |       |       |        |        |       |       |       |       |       |       |       |       |       |      |      |     |         |         |